# Mlado Nagoritchané
Mlado Nagoritchané ou Mlado Nagoričane (en macédonien Младо Нагоричане) est un village du nord de la Macédoine du Nord, situé dans la municipalité de Staro Nagoritchané. Le village comptait 1292 habitants en 2002. Son nom, qui signifie « jeune Nagoritchané », le distingue du village de Staro Nagoritchané, le « vieux Nagoritchané ».

## Démographie
Lors du recensement de 2002, le village comptait :
- Macédoniens : 1 273
- Serbes : 17
- Albanais : 1
- Autres : 1